# 46. п. н. е.

## Догађаји
- 4. јануар — Војска одана Јулију Цезару је поражена у бици код Руспине од оптиматске војске под командом Тита Лабијена.
- 6. април — Битка код Тапса у којој Цезар наноси велики пораз оптиматско-нумидијској војсци под Метелом Сципионом и краљем Јубом.
- Цезар проводи реформу римског календара установивши нови − јулијански календар. Прелазна година је продужена на 445 дана како би се нови календар синхронизовао са циклусом годишњих доба. Јулијански календар ће остати стандард у западном свету следећих 1600 година, све до увођења грегоријанског календара 1582. године.
- Цезар слави свој дуго очекивани галски тријумф након кога је галски вођа Верцингеторикс ритуално погубљен. Славље у Риму траје четрдесет дана и укључује јавне банкете, позоришне представе и гладијаторске игре.
- Цезар у тестаменту тајно усваја свог пра-нећака Октавијана и именује га својим наследником.

## Рођења
- Публије Квинтилије Вар, римски политичар и генерал (у. 9. н. е.)

## Смрти
- 12. април — Марко Порције Катон Млађи, римски политичар (р. 95. п. н. е.)
- Јуба I, краљ Нумидије
- Луције Афраније, римски конзул и гувернер (р. 112. п. н. е.)
- Квинт Цецилије Метел Пиј Сципион Насика, римски конзул и гувернер
- Верцингеторикс, галски краљ и поглавица племена Арверна